# Limnonectes grunniens
Espèce
Synonymes
- Rana grunniens Latreille, 1801
- Rana subsaltans Gravenhorst, 1829
- Rana hydromedusa Tschudi, 1838

Statut de conservation UICN

 LC  : Préoccupation mineure
Limnonectes grunniens est une espèce d'amphibiens de la famille des Dicroglossidae.

## Répartition
Cette espèce se rencontre du niveau de la mer jusqu'à 1 600 m d'altitude :
- en Indonésie dans l'Est de Sulawesi, aux Moluques et en Nouvelle-Guinée occidentale ;
- en Papouasie-Nouvelle-Guinée.

## Taxinomie
Selon Iskandar, cette espèce fait partie d'un groupe comprenant plusieurs espèces non encore décrites.

## Publication originale
- Sonnini de Manoncourt & Latreille, 1801 : Histoire naturelle des reptiles : avec figures dessinées d'après nature, vol. 2, p. 1–332 (texte intégral).